# Спаун (мультсериал)
«Спа́ун» (англ. Todd McFarlane's Spawn) — американский мультсериал, который транслировался на телеканале HBO с 1997 по 1999 год. Позже был выпущен на DVD. Мультфильм основан на персонаже Спаун от Image Comics и был награждён премией «Эмми» в 1999 году в категории «Лучшая анимационная программа (более одного часа)».
Сиквел под названием Spawn: The Animation планировался с 2009 года, а Кит Дэвид мог вернуться к озвучиванию своего персонажа, однако проект не был реализован. В качестве условия появления нового мультсериала Тодд Макфарлейн назвал выход фильма ужасов «Спаун» с рейтингом R.
«Спаун» занял 5-е место в списке «Лучших анимационных фильмов по комиксам всех времён» по версии IGN, и 23-ее в списке IGN «Топ-25 анимационных сериалов всех времён».

## Сюжет
Сериал рассказывает историю бывшего спецназовца по имени Эл Симмонс, работавшего на одно из правительственных агентств в составе отряда Black Ops. Он был предан и сожжен заживо Чэплом, человеком, которого считал своим близким другом. После своей смерти Симмонс попадает в Ад, но надеется, что однажды вернётся к своей любимой жене Ванде.
Чтобы сделать это, Эл заключает сделку с Мэлболгией — повелителем восьмого круга Ада. Сделка была проста: Симмонс должен возглавить армию Ада (стать так называемый Хеллспауном, или коротко Спауном) в обмен на возможность встретиться с Вандой последний раз. Однако Симмонс был обманут — его тело больше походило на мёртвое, нежели на живое. И лишь маска и огромный красный плащ скрывали его уродство.
Воскреснув, Спаун приступает к поискам своей жены. Однако, как оказалось, прошло уже 5 лет с момента смерти Эла. Ванда пережила потерю мужа и вышла замуж за Терри Фитцджералда, лучшего друга Эла, от которого родила дочь Сайен. Терри работает на Джейсона Уинна, влиятельную теневую фигуру, руководителя одного из правительственных агентств, который среди прочего является торговцем оружием на чёрном рынке, и, как выяснилось, является человеком, приказавшим убить Симмонса. Действия Джейсона также оказываются опасными для жизни Терри, Ванды и их дочери. Понимая, что он никто в жизни Ванды, Эл всё же клянётся защитить её новую семью.
В сериале изображено, как Спаун прячется в тёмных переулках и убивает всех, кто вторгается на его новую территорию. Оценивая эти действия как недостойные времени и сил Спауна, Мэлболгия отправляет другого своего подопечного — демона по кличке Осквернитель, принявшего форму толстого клоуна, цель которого убедить Спауна сеять хаос во имя Ада.
Спаун борется с приманкой зла, а также пытается не только избежать преследователей со стороны Ада, но и защититься от нападающих со стороны Небес, которым необходимо уничтожить его, тем самым ослабив силы Ада. Они не получают преимущество в эскалации войны между двумя повелителями. По мере того как война приобретает всё более глобальный характер, линия между силами добра и зла становится всё более размытой. Спаун находит помощь в виде старика Коглиостро, который являлся Хеллспауном, преодолевшим демонические силы.
В последних эпизодах сериала Спаун, научившись перевоплощению, приходит в образе Терри, занимается любовью с Вандой, оплодотворяя её. Выясняется, что есть пророчество, гласящее, что ребенок, порождённый Хеллспауном, будет играть решающую роль во время Армагеддона и, возможно, является причиной, по которой Спауну позволили вернуться на Землю.

## Сезоны

### Спаун
| № серии | Название               | Режиссёр      | Сценарист        | Дата эфира    |
| ------- | ---------------------- | ------------- | ---------------- | ------------- |
| 1       | «Burning Visions»      | Эрик Радомски | Алан Б. Макэлрой | май 16, 1997  |
| 2       | «Evil Intent»          | Джон Хэйс     | Алан Б. Макэлрой | май 23, 1997  |
| 3       | «No Rest, No Peace»    | Эрик Радомски | Алан Б. Макэлрой | май 30, 1997  |
| 4       | «Dominoes»             | Джон Хэйс     | Алан Б. Макэлрой | июнь 6, 1997  |
| 5       | «Souls in the Balance» | Эрик Радомски | Гэри Хардвик     | июнь 16, 1997 |
| 6       | «End Games»            | Эрик Радомски | Алан Б. Макэлрой | июнь 30, 1997 |

### Спаун 2
| № серии | Название               | Режиссёр            | Сценарист                                             | Дата эфира    |
| ------- | ---------------------- | ------------------- | ----------------------------------------------------- | ------------- |
| 7       | «Home, Bitter Home»    | Дженнифер Ю Нельсон | Ларри Броди, Джон Ширли, Джон Ликли и Ребека Брэдфорд | май 15, 1998  |
| 8       | «Access Denied»        | Том Нельсон         | Ларри Броди, Джон Ширли, Джон Ликли и Ребека Брэдфорд | май 22, 1998  |
| 9       | «Colors of Blood»      | Майк Восберг        | Ларри Броди, Джон Ширли и Виктор Бумбало              | май 29, 1998  |
| 10      | «Send in the KKKlowns» | Дженнифер Ю Нельсон | Джон Ликли и Джерард Браун                            | июнь 5, 1998  |
| 11      | «Death Blow»           | Том Нельсон         | Джон Ликли, Ребека Брэдфорд и Джерард Браун           | июнь 12, 1998 |
| 12      | «Hellzapoppin»         | Майк Восберг        | Джон Ликли, Ребека Брэдфорд и Джерард Браун           | июнь 19, 1998 |

### Спаун 3
| № серии | Название                | Режиссёр            | Сценарист       | Дата эфира   |
| ------- | ----------------------- | ------------------- | --------------- | ------------ |
| 13      | «The Mindkiller»        | Дженнифер Ю Нельсон | Джон Ликли      | май 23, 1999 |
| 14      | «Twitch Is Down»        | Том Нельсон         | Джон Ликли      | май 24, 1999 |
| 15      | «Seed of the Hellspawn» | Майк Восберг        | Джон Ликли      | май 25, 1999 |
| 16      | «Hunter's Moon»         | Дженнифер Ю Нельсон | Джон Ликли      | май 26, 1999 |
| 17      | «Chasing the Serpent»   | Чак Паттон          | Ребека Брэдфорд | май 27, 1999 |
| 18      | «Prophecy»              | Брэд Рейдер         | Джон Ликли      | май 28, 1999 |

## Озвучивание
- Кит Дэвид — Спаун/Эл Симмонс
- Ричард Дайсарт — Коглиостро
- Майкл Николоси — Клоун/Осквернитель (человеческая форма)
- Джеймс Хенс — Осквернитель (демоническая форма), Оверкилл
- Доминик Дженнингс — Ванда Блейк
- Дженнифер Джейсон Ли — Лилли
- Майкл Бич — Терри Фицджеральд (15—17 серии), Бобби (15—17 серии) и другие голоса
- Виктор Лав — Терри Фицджеральд (1—12 серии), Бобби (1—12 серии)
- Кэт Суси — Циан Фицджеральд и другие голоса
- Джеймс Кин — Тони Твист, Сэм Бёрк
- Майкл Макшейн — Максимилиан «Твич» Уильямс, Гареб
- Джон Рафтер Ли — Джейсон Уинн
- Дениз Поерьер — Меррик, Баунти Хантер, Анджела
- Ронни Кокс — сенатор Скотт Макмиллан, Билли Кинкейд
- Виктор Брандт — Глава банка
- Минг-На Вен — Джейд (Лиза У)
- Рубен Сантьяго-Хадсон — Джесс Чапел
- Роберт Форстер — майор Форсеберг
- Джеймс Hong — Гэн Сун/Чжан Лао
- Дебби Морган — бабушка Блейк

## Видео
Все три сезона после редактирования были выпущены отдельно на DVD и VHS в виде трёх 2-часовых фильмов под названием Todd McFarlane's Spawn, Todd McFarlane's Spawn 2 и Todd McFarlane's Spawn 3: The Ultimate Battle.
24 июля 2007 года HBO Video выпустила на DVD 4-дисковый сборник, посвящённый 10-летию сериала, со всеми 18 эпизодами и несколькими бонусами.
В России мультсериал был показан по телеканалу 2x2.
Первый фильм также был выпущен в формате UMD для игровой консоли Sony PSP.
5 июля 2016 года HBO добавила все три сезона в свои потоковые службы HBO GO и HBO NOW.
Тодд Макфарлейн неоднократно заявлял о стремлении продолжить мультсериал и даже выпустить его в двух вариантах — один для взрослых, другой для детей. В 2022 году он сказал, что обсуждал анимацию, компьютерную игру и телесериал, однако всё будет зависеть от производства нового кинофильма и его успеха, релиз «Короля Спауна» был запланирован на 2025 год, но Макфарлейн не исключил перенос на 2026 год. В 2025 году он сообщил, что встречался с режиссёром и намеревается подписать контракт, когда появятся сценарий и финансирование, при этом Blumhouse Productions продолжает поддерживать проект.

## Критика
На сайте Rotten Tomatoes первый сезон получил рейтинг 78 % на основе 9 обзоров. Collider включил «Спауна» в список 30 лучших мультфильмов по комиксам 1990-х годов.
Entertainment Weekly поставил оценку C. В отличие от одноимённого фильма, мультсериал «Спаун» чуть ближе передаёт атмосферу комикса. Работа в стиле японской анимации, предназначенной только для взрослых (по иронии судьбы, под руководством Эрика Радомски — ветерана Batman: The Animated Series), с энергичным голосом Кита Дэвида, в некоторых сценах даёт преемственность, которую, вероятно, и планировал Макфарлейн.
Variety подчеркнул, что «Спаун» выглядел «как обычно» для мультсериала, выходившего в полночь на канале HBO: оторванные или сломанные конечности, вырванная из лиц плоть, фонтаны крови как Олд-Фейтфул, рвота из перекошенных ртов, межрасовый секс, обнажённые пышногрудые женщины, дисплеи S&M. «Спиди-гонщик» не был таким. Взрослая анимация сюрреалистична, насилие тревожно, эротика в избытке, лексика ненормативная. Это так же мрачно и сложно, как и всё, что HBO пытался показать в телесериалах. Но «Спаун» не обязан удерживать зрителей, чтобы они возвращались каждую неделю, разве что им по нраву повторяющиеся кошмары. Здесь трудно отождествлять себя с кем-либо, включая антигероя, связанного с дьяволом. История, или, по крайней мере, её попытка, часто сбивает с толку. Именно здесь для непросвещённых (тех, кто родился без жестоких фантазий) картина становится неясной. Есть множество флешбэков и флешфорвардов, а также размышлений о неоднозначности существования. Кроме того, повсюду огонь, почти все курят, что является «воплощением зла 1990-х годов». Шок быстро проходит и сменятся перманентным занудством и мраком. «Спаун» воспринимает себя слишком серьёзно, но временами бывает оригинальным. Макфарлейн, который представляет серии в стиле Рода Серлинга, знает, как сделать популярный комикс. Привлечёт ли «Спаун» аудиторию, зависит от терпимости к измученным душам и пыточным устройствам, а также от шестого чувства, позволяющего понять, что происходит.